# Go-go
Le go-go est un sous-genre de la musique funk, né à Washington DC à la fin des années 1970. On considère généralement que le fondateur de la musique go-go est le musicien Chuck Brown.